# Distretto di Mae La Noi
Il distretto di Mae La Noi (in thailandese: แม่ลาน้อย) è un distretto (amphoe) della Thailandia, situato nella provincia di Mae Hong Son.